# ブラストグレガリナ
ブラストグレガリナ類（blastogregarine）は、アピコンプレックス門に属する原生生物の一群で、多毛類に寄生する。名は出芽するグレガリナの意。分類学的にはブラストグレガリナ綱をあてるが、これまでに4種のみが知られる珍しい生物群である。

## 形態
グレガリナ類によく似た細長い蠕虫状の単細胞生物で、長さは200µmに達するものもある。先端部には宿主上皮細胞に接着するためのミュクロン（mucron、微突起）という構造があり、ここにはアピカルコンプレックスや細胞口がある。細胞は多核体であるが細胞の前半と後半では内部構造が異なり、前部は一列に並んだ細胞核の周りに大量の小胞体が満ちている無性的な領域、後部は雌雄で構造の異なる細胞核を持つ有性的な領域と考えられている。このステージは、細胞の前部で細胞核が無性的に増え（メロゴニー）、後部で性分化（ガメトゴニー）が起きているように観察されることから、メロガモント（merogamont）と名付けられている。雌性のメロガモントでは全長に渡って核が一列に並んでいるが、雄性のメロガモントでは前部では一列に並んでいるものの、後部では乱雑に配置している。

## 生態
宿主はホコサキゴカイ科の多毛類で、ミュクロンを中腸の上皮細胞の刷子縁に埋め込むように寄生している。運動能は限られているが、身をよじるようにして動く。摂食様式は上皮細胞の内容物を吸い出すミゾサイトーシス (myzocytosis) である。
生活環は十分明らかになってはいないが、以下のように考えられている。経口的に摂取されたオーシストからスポロゾイトが脱出し、中腸の上皮細胞に接着する。グレガリナでは上皮に付着している細胞はガモント（またはトロフォゾイト）と呼ぶが、ブラストグレガリナではメロガモントは細胞核の数を増しながら成長し、上皮細胞に接着したまま雌雄に分化して細胞の後端からglobular budを形成する。globular budは雌性の場合は単核の配偶子であるが、雄性の場合は多核のガメトサイトとして出芽し、その後小さな単核の配偶子が形成される。後腸で雌雄の配偶子が接合し、糞便中に10-16個のスポロゾイトを含むオーシストが排出される。
グレガリナとは異なり、連接(syzygy)によるガメトシスト(gametocyst)の形成は起こらない。

## 分類
古くからグレガリナに似ているが位置不詳の生物とされてきた。グレガリナ綱（または亜綱）真グレガリナ目にブラストグレガリナ亜目を置くことが多い。電子顕微鏡による微細構造観察と分子系統解析の双方でコクシジウムとグレガリナの中間的な性質を示すことから、この2綱と対等の綱とされた。
- ブラストグレガリナ綱 Blastogregarinea
  - シェドレツキア目 Siedleckiida
    - シェドレツキア科 Siedleckiidae
ミュクロンには完全なアピカルコンプレックスがある。Siedleckia nematoidesが知られている。
    - シャットナリア科 Chattonariidae
ミュクロンのアピカルコンプレックスは縮退的で、コノイドやロプトリーを欠く。Chattonaria mesniliが知られているほか、シェドレツキア属のS. caulleryiとS. dogieliはここに所属すると推測されている[1]。

ただしその後の大規模系統解析により、Siedleckia nematoidesがアーキグレガリナ目（Selenidium）の姉妹群となることが示されており、グレガリナ綱に含まれるものと解釈される。

### グレガリナやコクシジウムとの比較
宿主の腸管上皮細胞に付着して細胞外で大きな栄養体となる点はグレガリナと類似している。とくに、運動様式や摂食様式は、グレガリナの中でも原始的とされる原グレガリナ類と共通している。オーシストの構造が単純で、スポロシストがなく直接スポロゾイトが含まれている点もグレガリナに多い特徴である。
一方で異型配偶であり連接を行わないことと、雄性配偶子の核が2つの基底小体を伴うことは、コクシジウムに似る。